# Mutnovskaja sopka
Mutnovskaja sopka nebo Mutnovskij (rusky Мутновская сопка nebo Мутновский) je název vulkanického komplexu, nacházejícího se v jižní části Kamčatky. Je to jedna z nejaktivnějších sopek této oblasti, jen v 20. století bylo zaznamenáno přibližně 15 erupcí. Většina erupcí měla explozivní charakter, intenzita erupcí byla středně silná. Komplex se skládá ze čtyř částečně se překrývajících stratovulkánů převážně čedičového složení a jeho vrchol tvoří soustava kráterů.